# Ale jazda!
Ale jazda! – amerykański film tragikomiczny z roku 2002. 

## Opis fabuły
Film opowiada historię młodego chłopaka, którego zadanie polega na dowiezieniu tajemniczej przesyłki.
W trakcie podróży międzystanową autostradą 60 spotyka go wiele niezwykłych przygód.

## Obsada
- James Marsden jako Neal Oliver
- Gary Oldman jako O.W. Grant
- Amy Smart jako Lynn Linden
- Chris Cooper jako Bob Cody
- Christopher Lloyd jako Ray
- Wayne Robson jako Tolbert „Głęboki Brzuch”
- Michael J. Fox jako pan Baker, businessman
- Ann-Margret jako pani James
- Kurt Russell jako szeryf
- Deborah Odell jako Valerie McCabe
- Amy Jo Johnson jako Laura
- Art Evans jako Otis
- Rebecca Jenkins jako Susan Ross
- Tyler Kyte jako Philip Ross
- Ted Ludzik jako Rave Guard